# A doua bătălie de la Oituz (1916)
A doua bătălie de la Oituz,  desfășurată între (28 octombrie/10 noiembrie - 3/16 noiembrie 1916, între forțele române (Grupul Oituz, comandant general de brigadă Eremia Grigorescu) - format din  Divizia 15 Infanterie întărită cu forțe din Divizia 2 Cavalerie și Divizia 8 Infanterie) și forțele germano – austro-ungare („Grupul von Gerok”, comandat de generalul Friedrich von Gerok - format din Divizia 71 Infanterie austro-ungară, Divizia 1 Cavalerie austro-ungară și Divizia 8 bavareză). Bătălia a avut ca rezultat zădărnicirea încercării forțelor centrale de forțare a Munților Carpați și pătrundere în valea Siretului, cu scopul de a tăia în două dispozitivul strategic al forțelor române.

## Contextul operativ strategic

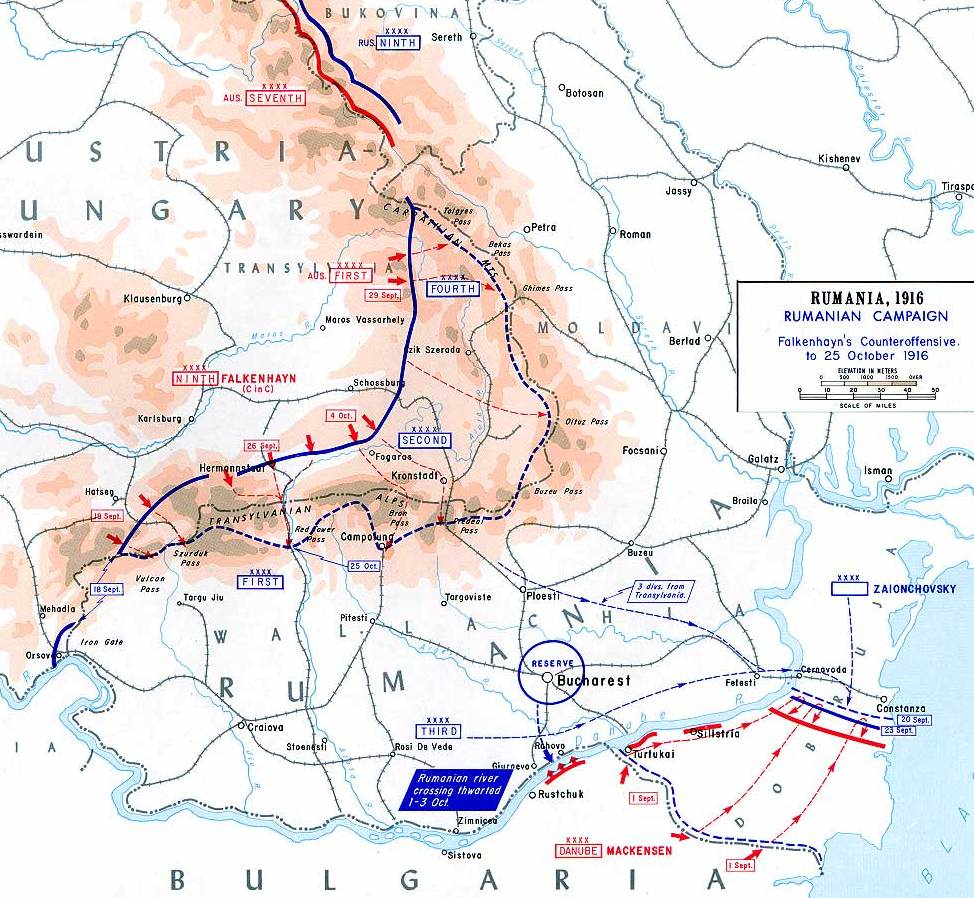
Contraatacul Puterilor Centrale, septembrie-octombrie 1916

Prima bătălie de la Oituz a făcut parte din operația de apărare a trecătorilor din Munții Carpați, cea de-a treia operație de nivel strategic desfășurată de Armata României în campania anului 1916. Ea s-a desfășurat începând cu a doua decadă a lunii septembrie și până la începutul lunii octombrie 1916, având trei obiective principale: oprirea ofensivei declanșate de inamic pe frontul din Transilvania, menținerea și consolidarea unui dispozitiv defensiv pe aliniamentul  Munților Carpați și crearea condițiilor pentru reluarea inițiativei strategice și trecerea la ofensivă.:pp 472-473
Gruparea de forțe inamică era comandată de arhiducele Carol, moștenitorul tronului austro-ungar și era formată din trei armate: Armata 7 austro-ungară, acționând în Bucovina, Armata 1 austro-ungară acționând între Târnava Mare și Olt și Armata 9 germană acționând în partea sudică a frontului, aflată sub conducerea generalului Erich von Falkenhayn, proaspăt demis din funcția de  șef al Statului Major general.:pp 23-27
Planul de operații al Puterilor Centrale prevedea în faza inițială o dublă ofensivă. Prima dintre acestea era a Armatei 1 austro-ungară în zona Trotuș-Oituz având ca scop ocuparea acestei trecători și ulterior interceptarea comunicației de pe Valea Siretului pentru a preveni sosirea ajutoarelor ruse. Cea de-a doua urma să fie desfășurată de Armata 9 germană și avea ca obiectiv „deschiderea drumului peste munți spre București, pe calea cea mai scurtă, astfel ca întreg teritoriul de vest al Munteniei să fie tăiat ca de un cuțit”. Dacă aceste două operații reușeau, planul prevedea o a treia operație care consta în trecerea Dunării de către forțele aflate sub comanda lui Mackensen și desfășurarea unui atac concentrat asupra Bucureștiului.:p. 394
Planul general al ofensivei Armatei 9 germane prevedea „trecerea munților odată cu inamicul, sau în cel mai rău caz înainte ca el să aibă timpul a se instala în lucrările de fortificație existente pe înălțimile trecătorilor de pe granițe”.:p. 105 În acest scop urmau să fie atacate succesiv forțele românești care apărau trecătorile Carpaților Meridionali, în vederea ocupării prin surprindere a uneia dintre acestea și facilitarea astfel a trecerii grosului forțelor germane la sud de Carpați.:pp 105-132
Planul de operații român prevedea trecerea la apărarea strategică pe întreg frontul de nord și menținerea de către cele trei armate (1, 2 și de Nord) a aliniamentului Carpaților până la sosirea iernii „când zăpezile mari ce vor cădea peste munți vor opri operațiile”.:p. 391

## Forțe participante

### Dispozitivul forțelor române
Forțele române erau reprezentate de Grupul Oituz (comandant general de brigadă Eremia Grigorescu), ocupând un dispozitiv de luptă centrat pe valea Oituzului, fiind formate din  Divizia 15 Infanterie întărită cu forțe din Divizia 2 Cavalerie (comandant general de brigadă Nicolae Sinescu) și Diviziei 8 Infanterie, aflată în rezerva Armatei de Nord.:pp 463-464
La sfârșitul lunii octombrie, comandantul „Grupului Oituz” a hotărât regruparea forțelor și mijloacelor, constituind șase detașamente tactice (Slănic, Cernica, Oituz, Stăneica, Măguricea și Cașin), corespunzătoare direcțiilor de interzis din fâșia de apărare, iar ca rezervă, în raionul localităților Grozești și Mănăstirea Cașin, a păstrat patru batalioane de infanterie și Brigada 4 Cavalerie. Comandantul Armatei de Nord a trimis ca întărire Diviziei 15 Infanterie, Regimentul 29 Infanterie din Divizia 8 Infanterie, cu mențiunea de a fi folosit  doar „în caz de mare nevoie”.:p. 463

### Dispozitivul forțelor Puterilor Centrale
În cele două săptămâni care au urmat după prima bătălie de la Oituz, dispozitivul forțelor aflate la aripa dreaptă a Armatei I austro-ungară. A fost creat un nou grup format din Divizia 71 Infanterie austro-ungară, Divizia 1 Cavalerie austro-ungară și Divizia 8 bavareză, sub comanda generalului german Friedrich von Gerok. Rezerva grupului era constituită din Divizia 24 Infanterie austro-ungară, aflată la Târgu Secuiesc. Divizia 3 Cavalerie germană comandată de generalul Eberhard von Schmettow era dispusă central, la Brașov, în măsură să fie dislocată imediat pentru exploatarea succesului, în situația în care se reușea spargerea frontului român, fie în defileul Jiului fie la Oituz.:p. 445

## Comandanți

### Comandanți români
Comandant al Armatei de Nord
Comandant al Grupului Oituz

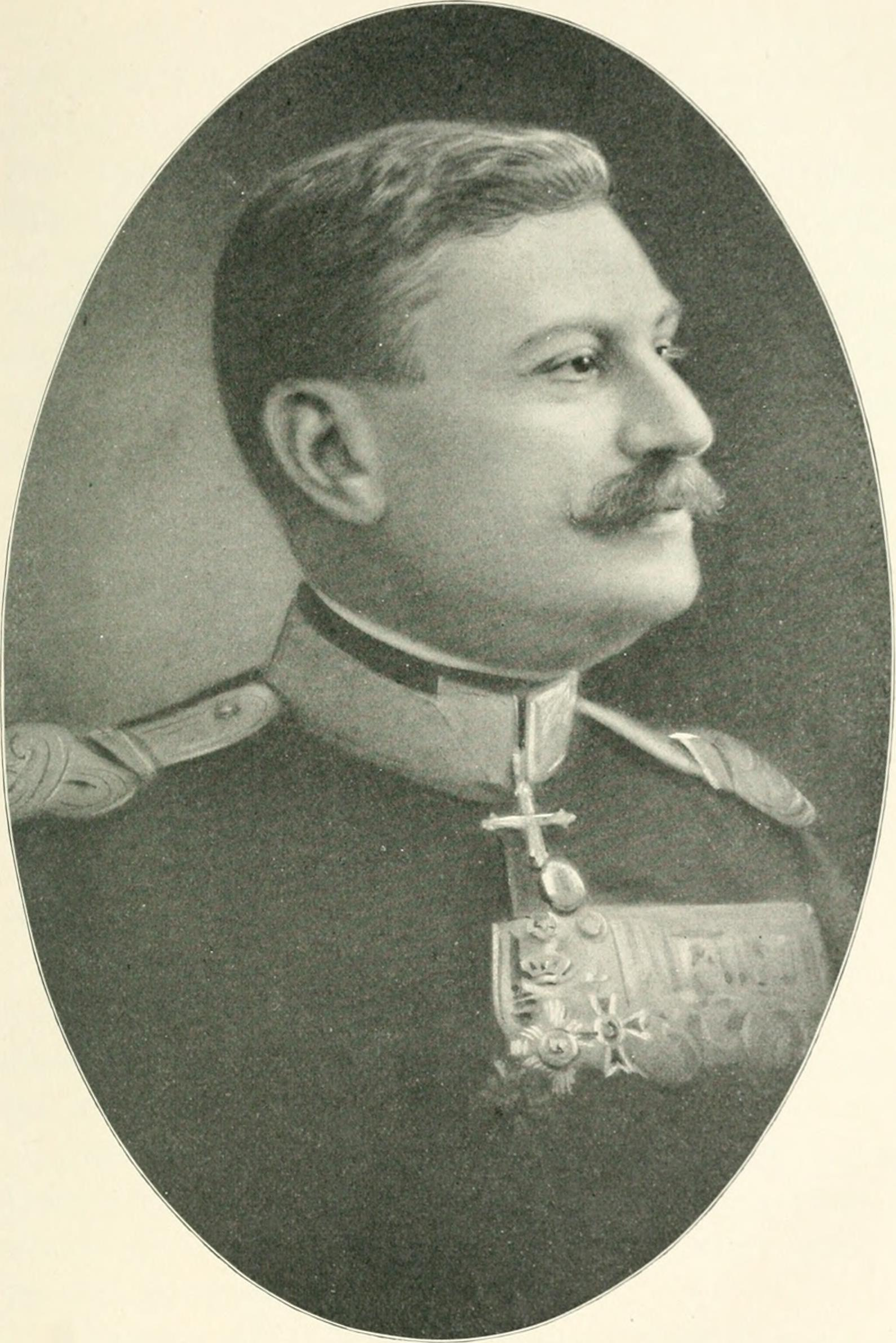
Generalul Eremia Grigorescu

- General de brigadă Eremia Grigorescu

Comandanți de divizie
- Divizia 15 Infanterie - General de brigadă Eremia Grigorescu
- Divizia 2 Cavalerie - General de brigadă Nicolae Sinescu

### Comandanți ai Puterilor Centrale
Comandant al Armatei I austro-ungare
- General de infanterie Arz von Straussenburg

Comandanț al Grupului von Gerock
- general locotenent Friedrich von Gerok

Comandanți de divizie
- Divizia 71 Infanterie austro-ungară - General maiorAnton Goldbach von Sulitaborn
- Divizia 1 Cavalerie austro-ungară - General maior Eugen Ruiz de Roxas
- Divizia 3 Cavalerie germană - general locotenent  Eberhard von Schmettow

## Planurile de operații
Acțiunea militară proiectată se încadra în directiva primită de la conducerea superioară de război germană, la data de 12/25 septembrie, se prevedea ca, pe lângă efortul „în direcția generală București”, să se întreprindă o acțiune imediată, cu infanterie și cavalerie puternică prin trecătoarea Oituz spre Târgu Ocna, pentru a tăia comunicațiile românilor cu Moldova, împiedicând astfel și afluirea întăririlor rusești spre Muntenia.:p. 106

## Desfășurarea acțiunilor militare

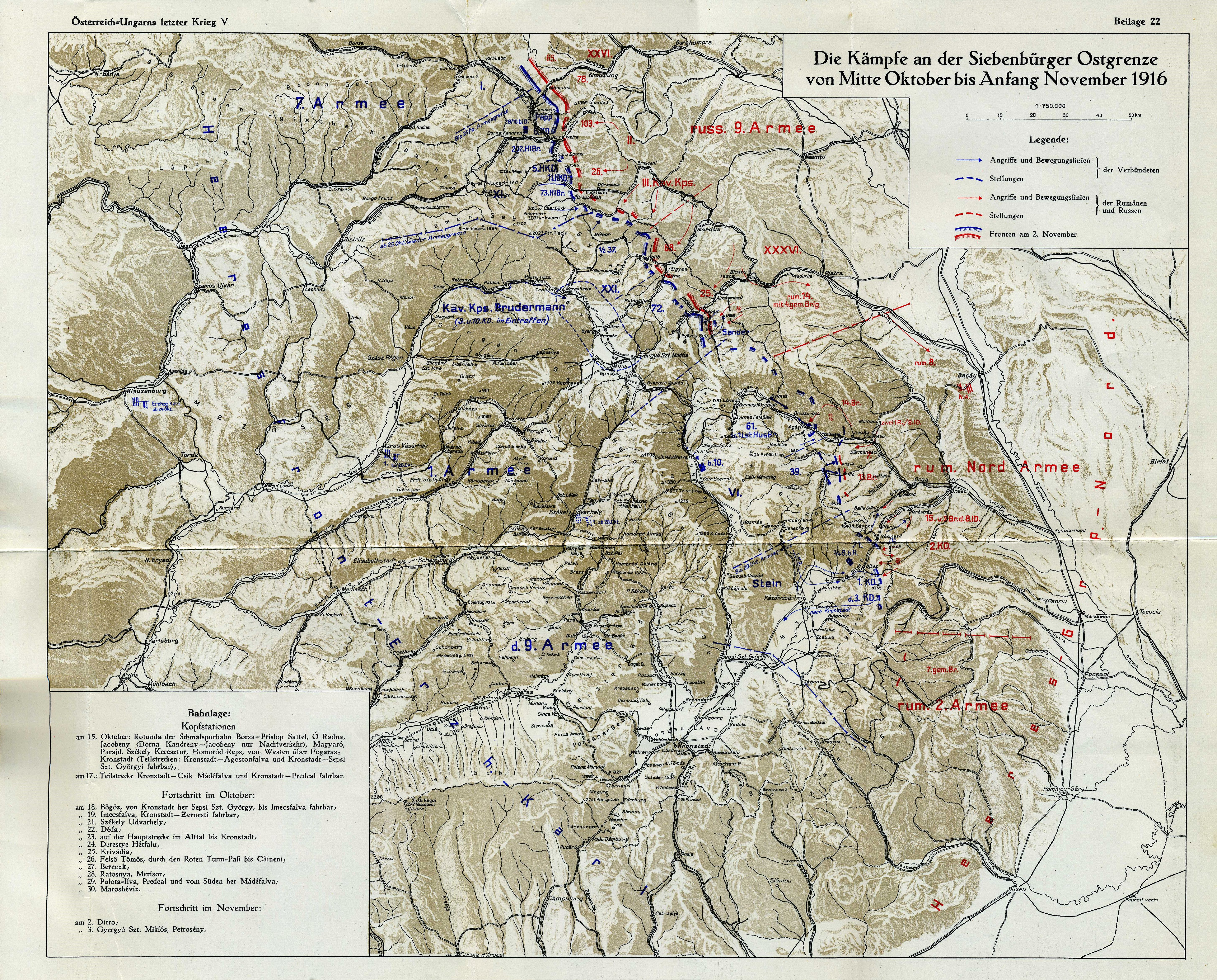
Desfășurarea acțiunilor militare